# Reyhanlı
Reyhanlı (früher İrtah und Reyhaniye = Paradiesgarten) ist eine Stadtgemeinde (Belediye) im gleichnamigen Ilçe (Landkreis) der Provinz Hatay in der türkischen Mittelmeerregion und gleichzeitig ein Stadtbezirk der 2012 gebildeten Büyükşehir Belediyesi Hatay (Großstadtgemeinde/Metropolprovinz). Reyhanlı ist seit der Gebietsreform ab 2013 flächen- und einwohnermäßig identisch mit dem Landkreis.

## Geographie
Der 1939 gebildete Kreis ist der östlichste Kreis der Provinz/Büyükşehir. Er grenzt im Norden an Kumlu, im Osten an die „Provinzhauptstadt“ Antakya sowie im Westen und Süden an das syrische Gouvernement Idlib. Hinsichtlich der Bevölkerung und Fläche belegt Reyhanlı eher einen Mittelplatz (7/8), die Bevölkerungsdichte liegt etwas unter dem Provinzdurchschnitt (282 < 300 Einw. je km²).

## Infrastruktur
Wirtschaftlich sind die Landwirtschaft, hauptsächlich Baumwolle, Getreide, Obst und Gemüse und auch die Textilindustrie von Bedeutung. Viele geschichtliche Funde und Sehenswürdigkeiten, z. B. das Kızlar Sarayı, schmücken die Stadt an den Ufern des Asi-Flusses (arab. Nahr al-Asi, antik Orontes).

## Verwaltung
Durch das Gesetz Nr. 3711 wurden 1939 vier neue Kreise gebildet, darunter Reyhanlı.(Bis) Ende 2012 bestand der Landkreis aus der Kreisstadt und aus 31 Dörfern (Köy), die während der Verwaltungsreform 2014 in Mahalle (Stadtviertel/Ortsteile) überführt wurden. Die 16 bestehenden Mahalle der Kreisstadt blieben erhalten, somit stieg die Anzahl der Mahalle auf 47. Ihnen steht ein Muhtar als oberster Beamter vor.
Ende 2020 lebten durchschnittlich 2.200 Menschen in jedem Mahalle, 16.985 Einw. im bevölkerungsreichsten (Yeni Mah.).

## Bevölkerung
Die Bewohner von Reyhanlı sind überwiegend Hatay-Araber. Es leben aber auch Türken, Turkmenen, Tscherkessen und Kurden in der Stadt und dem Umland. Von den 90.000 Einwohnern, die 2011 in der Stadt lebten, hat inzwischen jeder dritte die Stadt verlassen. Heute leben 200.000 (?) Menschen in der Stadt. Drei von vier Geschäften in Reyhanlı betreiben heute Syrer.
Die linke Tabelle zeigt die Ergebnisse der Volkszählungen, die E-Books der Originaldokumente entnommen wurden. Diese können nach Suchdateneingabe von der Bibliotheksseite des TÜIK heruntergeladen werden.
Die rechte Tabelle zeigt die Bevölkerungsfortschreibung des Kreises/Stadtbezirks Reyhanlı und den ländlichen Bevölkerungsanteil (in Prozent). Die Daten wurden durch Abfrage über das MEDAS-System des Türkischen Statistikinstituts TÜIK nach Auswahl des Jahres und der Region ermittelt.
| Volkszählung | Volkszählung      | Volkszählung       | Volkszählung         |
| Jahr         | Kreis bevölkerung | städt. Bevölkerung | ländl. Anteil (in %) |
| ------------ | ----------------- | ------------------ | -------------------- |
| 1940         | 19.578            | 5.778              | 70,49                |
| 1945         | 19.630            | 5.512              | 71,92                |
| 1950         | 26.022            | 8.621              | 66,87                |
| 1955         | 27.853            | 9.298              | 66,62                |
| 1960         | 31.998            | 12.371             | 61,34                |
| 1965         | 38.774            | 16.469             | 57,53                |
| 1970         | 40.583            | 20.196             | 50,24                |
| 1975         | 54.868            | 25.749             | 53,07                |
| 1980         | 73.622            | 31.003             | 57,89                |
| 1985         | 69.279            | 37.471             | 45,91                |
| 1990         | 63.254            | 42.451             | 32,89                |
| 2000         | 74.225            | 52.135             | 29,76                |

| Bevölkerungsfortschreibung | Bevölkerungsfortschreibung | Bevölkerungsfortschreibung | Bevölkerungsfortschreibung |
| Jahr                       | Kreis bevölkerung          | Kreisstadt                 | ländlicher Anteil (in %)   |
| -------------------------- | -------------------------- | -------------------------- | -------------------------- |
| 2007                       | 82.391                     | 60.073                     | 27,09                      |
| 2008                       | 84.831                     | 60.418                     | 28,78                      |
| 2009                       | 86.059                     | 61.306                     | 28,76                      |
| 2010                       | 86.660                     | 61.234                     | 29,34                      |
| 2011                       | 87.877                     | 62.360                     | 29,04                      |
| 2012                       | 89.093                     | 63.563                     | 28,66                      |
| 2013                       | 88.925                     | 88.925                     | kein ländl. Anteil mehr    |
| 2014                       | 89.980                     | 89.980                     | kein ländl. Anteil mehr    |
| 2015                       | 90.758                     | 90.758                     | kein ländl. Anteil mehr    |
| 2016                       | 91.974                     | 91.974                     | kein ländl. Anteil mehr    |
| 2017                       | 95.057                     | 95.057                     | kein ländl. Anteil mehr    |
| 2018                       | 98.534                     | 98.534                     | kein ländl. Anteil mehr    |
| 2019                       | 100.151                    | 100.151                    | kein ländl. Anteil mehr    |
| 2020                       | 103.417                    | 103.417                    | kein ländl. Anteil mehr    |

## Geschichte
Im Landkreis entdeckte man altertümliche Wohnstätten, die um 6100 v. Chr. errichtet wurden. Später war die Gegend unter der Hegemonie der Hethiter. Seit der Türkenherrschaft ab dem 16. Jahrhundert wurde Reyhanlı mit Angehörigen der turkomanischen Stämme aus Ray und ab dem 19. Jahrhundert mit Muhaciren („Flüchtlinge“) aus dem Kaukasus und Zypern besiedelt. 

### Anschlag 2013
Am 11. Mai 2013 wurde ein Anschlag mit zwei Autobomben im Stadtzentrum verübt. Staatliche Stellen der Türkei sprachen von 51 Opfern der Anschläge, während lokale Quellen von bis zu 300 Toten ausgingen mit vielen Verletzten. Ein Gericht erließ auf Antrag der Staatsanwaltschaft nach dem Anschlag eine Anordnung, wonach über die Vorfälle nicht berichtet werden durfte – und es gab auch keine öffentliche Berichterstattung. Die türkische Regierung beschuldigte Mitglieder der marxistisch-leninistischen DHKP-C (Revolutionäre Befreiungspartei-Front) und der THKP-C, die Bombenattentate ausgeübt zu haben. Zudem behauptete sie, der syrische Geheimdienst sei der Strippenzieher im Hintergrund gewesen. Die DHKP-C wies in einer Stellungnahme jede Beteiligung an den Bombenanschläge von sich. Und auch die syrische Regierung wies die Beschuldigungen zurück und beschuldigt ihrerseits die türkische Regierung ein Eingreifen der NATO in den Syrienkonflikt vorbereiten zu wollen.
Am 25. Mai 2013 veröffentlichte die Hackergruppe RedHack die Faksimile eines Berichtes des Geheimdienstes der Militärpolizei Jandarma im Internet. Diesen Dokumenten nach waren die Behörden im Vorfeld der Bombenattentate informiert gewesen und verantwortlich für die Bombenattentate war die al-Qaida-nahe al-Nusra-Front, die im Bürgerkrieg in Syrien kämpfte.
Aus Sicht der türkischen Opposition war die Regierung von Premier Recep Tayyip Erdogan mitverantwortlich die Entwicklung in der Region, sie widersprach der These der Regierung, wonach die Anschläge von Linksextremen verübt worden sei, die im Auftrag des syrischen Geheimdienstes handelten. Die Regierung habe die Grenzregion den syrischen Rebellen überlassen. Oppositionsabgeordnete Mehmet Ali Ediboglu aus Hatay sagte, die „sehr professionellen“ Anschläge deuteten auf die Täterschaft der syrischen Al-Nusra-Gruppe hin. Die zum Al-Qaida-Netzwerk gehörenden islamistischen Extremisten hätten die Bomben von Reyhanli gezündet, um die Türkei auf der Seite der syrischen Opposition in den Krieg zu ziehen.